# German Football League 2000
German Football League 2000 gibt einen Überblick über die Saison 2000 der American-Football-Bundesliga, die die 22. Saison der 1. Bundesliga/GFL war.

## Ligaaufteilung
Überblick über die teilnehmenden Mannschaften und ihren ewigen Bundesliga- bzw. GFL-Bilanzen. Kurz vor der Saison zogen die Bremen Bravehearts ihre Meldung, aufgrund akuter Finanzprobleme, zurück. Deshalb spielten in der Gruppe Nord nur fünf Mannschaften und für die Franken Knights entfielen die Interconferencespiele.
|          | Team                    | Jahre | S   | U | N  | Heim | Heim | Heim | Ausw. | Ausw. | Ausw. | TD-Verhältnis |
| -------- | ----------------------- | ----- | --- | - | -- | ---- | ---- | ---- | ----- | ----- | ----- | ------------- |
| GFL Nord | Cologne Crocodiles      | 19    | 163 | 4 | 50 | 83   | 2    | 22   | 80    | 2     | 28    | 6699:3273     |
| GFL Nord | Düsseldorf Panther      | 19    | 153 | 9 | 57 | 79   | 6    | 24   | 74    | 3     | 33    | 7012:3164     |
| GFL Nord | Braunschweig Lions (TV) | 6     | 40  | 0 | 25 | 21   | 0    | 11   | 19    | 0     | 14    | 2100:1500     |
| GFL Nord | Hamburg Blue Devils     | 5     | 42  | 2 | 14 | 25   | 0    | 5    | 17    | 2     | 9     | 1535:936      |
| GFL Nord | Kiel Baltic Hurricanes  | 4     | 20  | 0 | 23 | 12   | 0    | 10   | 8     | 0     | 13    | 1155:1177     |
| GFL Süd  | Munich Cowboys          | 21    | 135 | 6 | 2  | 78   | 1    | 38   | 57    | 5     | 54    | 5460:3997     |
| GFL Süd  | Stuttgart Scorpions     | 8     | 25  | 2 | 60 | 15   | 2    | 26   | 10    | 0     | 34    | 1752:2604     |
| GFL Süd  | Franken Knights (N)     | 4(5)  | 12  | 2 | 31 | 7    | 0    | 15   | 5     | 2     | 16    | 677:1634      |
| GFL Süd  | Rüsselsheim Razorbacks  | 4     | 19  | 1 | 22 | 11   | 0    | 10   | 8     | 0     | 12    | 1025:1063     |
| GFL Süd  | Landsberg Express       | 3     | 8   | 1 | 25 | 4    | 0    | 13   | 4     | 1     | 12    | 637:1104      |
| GFL Süd  | Aschaffenburg Stallions | 1     | 8   | 0 | 4  | 4    | 0    | 2    | 4     | 0     | 2     | 446:195       |

- (N) – Aufsteiger
- (TV) – Titelverteidiger

## Saisonverlauf

### Reguläre Saison
In der Nordgruppe setzten sich die Cologne Crocodiles mit nur einer Niederlage als Tabellenerster durch. Die Niederlage setzte es ausgerechnet gegen die bis dahin sieglosen Düsseldorf Panther, die danach allerdings durchstarteten und am Ende der regulären Saison noch auf dem dritten Platz landeten. Einen Punkt mehr als die Panther erzielten die Braunschweig Lions, die sich damit das Heimrecht in der ersten Play-off-Runde sicherten. Den vierten Play-off-Platz errangen die Kiel Baltic Hurricanes, die damit zum vierten Mal in Folge in die Play-offs einzogen. Mit nur einem Sieg aus 12 Partien landeten die Hamburg Blue Devils, im Vorjahr noch Vizemeister, auf dem fünften Tabellenplatz.
In der Südgruppe waren die Munich Cowboys das dominierende Team. Und das einzige Team, welches die Saison mit einem positiven Punkteverhältnis abschließen konnte. Auf dem zweiten Platz landeten die Rüsselsheim Razorbacks, die im Vorjahr noch die Südgruppe gewinnen konnten, mit ausgeglichenem Punkteverhältnis. Den dritten Platz belegte der Aufsteiger Franken Knights, vor den Stuttgart Scorpions und den Aschaffenburg Stallions, die die Play-offs verpassten. Während diese drei Teams nur durch einen Punkt getrennt waren, fiel der Landsberg Express schon früh ab und landete auf dem letzten Tabellenplatz.

### Abschlusstabellen

#### GFL Nord
|    | Verein                 | Sp | S | U | N | TD      | Diff. | Punkte | Zuschauerschnitt |
| -- | ---------------------- | -- | - | - | - | ------- | ----- | ------ | ---------------- |
| 1. | Cologne Crocodiles     | 10 | 9 | 0 | 1 | 346:186 | +160  | 18:2   | 1.884            |
| 2. | Braunschweig Lions     | 10 | 7 | 0 | 3 | 360:160 | +200  | 14:6   | 11.360           |
| 3. | Düsseldorf Panther     | 10 | 6 | 1 | 3 | 232:161 | +71   | 13:7   | 1.800            |
| 4. | Kiel Baltic Hurricanes | 10 | 3 | 1 | 6 | 247:250 | −3    | 7:13   | 3.210            |
| 5. | Hamburg Blue Devils    | 10 | 1 | 0 | 9 | 148:315 | −167  | 2:18   | 9.500            |

#### GFL Süd
|    | Verein                  | Sp | S  | U | N  | TD      | Diff. | Punkte | Zuschauerschnitt |
| -- | ----------------------- | -- | -- | - | -- | ------- | ----- | ------ | ---------------- |
| 1. | Munich Cowboys          | 12 | 12 | 0 | 0  | 510:175 | +335  | 24:0   | 2.660            |
| 2. | Rüsselsheim Razorbacks  | 12 | 6  | 0 | 6  | 207:304 | −97   | 12:12  | 1.683            |
| 3. | Franken Knights         | 10 | 4  | 1 | 5  | 284:326 | −42   | 9:11   | 1.200            |
| 4. | Stuttgart Scorpions     | 12 | 4  | 1 | 7  | 341:413 | −72   | 9:15   | 1.333            |
| 5. | Aschaffenburg Stallions | 12 | 3  | 2 | 7  | 194:320 | −126  | 8:16   | 1.237            |
| 6. | Landsberg Express       | 12 | 2  | 0 | 10 | 166:425 | −259  | 4:20   | 430              |

### Relegation
Durch den Rückzug der Bremer, vor der Saison, kam es im Norden zu keinen Relegationsspielen, die Assindia Cardinals stiegen direkt auf.
Im Süden musste sich der Landsberg Express mit den Saarland Hurricanes auseinandersetzen. Das Hinspiel in Landsberg wurde für das Heimteam beinahe zum Debakel. Die Hurricanes führte zur Halbzeit bereits mit 34:0 und erhöhten sogar noch auf 40:0 ehe die Hausherren zu Punkten kamen. Am Ende hieß es 40:22 für den Zweitligameister. Zum Rückspiel trat der Express dann nicht mehr an. Der Personalsituation ließ einen spielfähigen Kader nicht mehr zu. So gewannen die Saarländer kampflos 20:0 und feierten ihren ersten Aufstieg in die höchste deutsche Spielklasse.
| Liga | Heimverein          | Gastverein          | Ergebnis | Nach Quartern         |
| ---- | ------------------- | ------------------- | -------- | --------------------- |
| Süd  | Landsberg Express   | Saarland Hurricanes | 22:40    | 0:13, 0:21, 8:6, 14:0 |
| Süd  | Saarland Hurricanes | Landsberg Express   | 20:0*    |                       |

* Wertung
Im Norden gab es keinen Relegation, dort stiegen die Assindia Cardinals direkt auf, im Süden stiegen die Saarland Hurricanes auf, der Landsberg Express ab.

### Play-offs
Im Viertelfinale hatten die Cologne Crocodiles mehr Mühe mit den Stuttgart Scorpions als nach den Interconverence Spielen anzunehmen war. Erst im dritten Viertel konnte man die 21:14-Halbzeitführung auf 42:14 ausbauen. Am Ende hieß es 49:33 für die Krokodile. Souveräner gestalteten die Munich Cowboys und Braunschweig Lions ihre Heimspiele. In München sahen 2300 Zuschauer ein 40:7 gegen Kiel, in Braunschweig verfolgten 9200 Zuschauer das 49:6 der Hausherren gegen die Franken Knights. Den einzigen Auswärtserfolg im Viertelfinale konnten die Düsseldorf Panther feiern, die am Rüsselsheimer Sommerdamm ihre Klasse aufblitzen ließen und den heimischen Razorbacks mit 63:0 das Nachsehen gaben.
Die Zuschauer der Halbfinals bekamen sehr spannende Footballkost beboten. In München sahen 4.200 Zuschauer, davon mehr als 1.000 aus Braunschweig angereist, ein Spiel auf Messers Schneide, bei dem die Führung mehrmals wechselte. Zur Halbzeit führten die Lions mit 10:7, doch im dritten Quarter wendeten die Cowboys das Blatt mit einem Touchdown zum 14:10. Dann waren wieder die Lions am Zug und gingen im vierten Quarter erneut in Führung, 17:14. Zwei Minuten vor Spielende waren die Lions ihrem nächsten Touchdown schon ganz nahe, doch die Cowboysdefense erlaubt nur ein Field Goal und kam beim Stand von 14:20 erneut in Ballbesitz. QB Ken Suhl versuchte alles, doch an der 25-Meter-Line der Lions war, nach einem vergebenen vierten Versuch, Schluss und die Lions feierten den vierten German-Bowl-Einzug in Folge. Für die Munich Cowboys war es die erste Saisonniederlage und zugleich auch die letzte.
In Köln versammelten sich 4500 Zuschauer, um das 43. Traditionsduell zwischen den Crocodiles und dem Erzrivalen aus der Altbierstadt, den Düsseldorf Panthern, zu verfolgen. Und sie sahen zwei Defensereihen, die nicht zu viel zuließen, auch wenn der überragende Runningback der Crocodiles, Calvin Arrington, 145 Meter Raumgewinn für sich verbuchte. Dennoch stand es nur 14:3 für die Kölner als die Panther zwei Minuten vor Schluss den Anschlusstouchdown schafften. Nach einer geglückten Two-Point-Convertion hieß es plötzlich nur noch 14:11 und die Panther witterten nochmal ihre Chance. Doch der folgende Onside-Kick von Kicker Ralf Kleinmann fand sich in den Armen von Kölns WR David Drane und die Crocodiles konnten wenig später ihren Finaleinzug feiern.
| Viertelfinale | Viertelfinale          | Viertelfinale      |    |                        | Halbfinale | Halbfinale | Halbfinale |  |  | German Bowl XXII – Braunschweig | German Bowl XXII – Braunschweig | German Bowl XXII – Braunschweig |
|               |                        |                    |    |                        |            |            |            |  |  |                                 |                                 |                                 |
| 1N            | Cologne Crocodiles     | 49                 |    |                        |            |            |            |  |  |                                 |                                 |                                 |
| 4S            | Stuttgart Scorpions    | 33                 |    |                        |            |            |            |  |  |                                 |                                 |                                 |
| 4S            | Stuttgart Scorpions    | 33                 | 1N | Cologne Crocodiles     | 14         |            |            |  |  |                                 |                                 |                                 |
|               |                        |                    | 1N | Cologne Crocodiles     | 14         |            |            |  |  |                                 |                                 |                                 |
|               | 3N                     | Düsseldorf Panther | 11 |                        |            |            |            |  |  |                                 |                                 |                                 |
| 2S            | 3N                     | Düsseldorf Panther | 11 | Rüsselsheim Razorbacks | 0          |            |            |  |  |                                 |                                 |                                 |
| 2S            |                        |                    |    | Rüsselsheim Razorbacks | 0          |            |            |  |  |                                 |                                 |                                 |
| 3N            | Düsseldorf Panther     | 63                 |    |                        |            |            |            |  |  |                                 |                                 |                                 |
| 3N            | Düsseldorf Panther     | 63                 | 1N | Cologne Crocodiles     | 31         |            |            |  |  |                                 |                                 |                                 |
|               |                        |                    |    | Cologne Crocodiles     | 31         |            |            |  |  |                                 |                                 |                                 |
|               | 2N                     | Braunschweig Lions | 29 |                        |            |            |            |  |  |                                 |                                 |                                 |
| 1S            | 2N                     | Braunschweig Lions | 29 | Munich Cowboys         | 40         |            |            |  |  |                                 |                                 |                                 |
| 1S            |                        |                    |    | Munich Cowboys         | 40         |            |            |  |  |                                 |                                 |                                 |
| 4N            | Kiel Baltic Hurricanes | 7                  |    |                        |            |            |            |  |  |                                 |                                 |                                 |
| 4N            | Kiel Baltic Hurricanes | 7                  | 1S | Munich Cowboys         | 14         |            |            |  |  |                                 |                                 |                                 |
|               |                        |                    | 1S | Munich Cowboys         | 14         |            |            |  |  |                                 |                                 |                                 |
|               | 2N                     | Braunschweig Lions | 20 |                        |            |            |            |  |  |                                 |                                 |                                 |
| 2N            | 2N                     | Braunschweig Lions | 20 | Braunschweig Lions     | 49         |            |            |  |  |                                 |                                 |                                 |
| 2N            |                        |                    |    | Braunschweig Lions     | 49         |            |            |  |  |                                 |                                 |                                 |
| 3S            | Franken Knights        | 6                  |    |                        |            |            |            |  |  |                                 |                                 |                                 |

### German Bowl
Der German Bowl XXII fand am 7. Oktober vor 20.312 Zuschauern im Eintracht-Stadion Braunschweig statt. Für die Braunschweig Lions war es die vierte Teilnahme am Endspiel, für die Cologne Crocodiles sogar schon die sechste. Trotzdem konnten Gegensätze nicht deutlicher sein, denn während die Lions, bisher immer als Sieger den Platz verließen, hatten die Crocodiles bisher immer verloren. Oftmals waren sie dabei äußerst knapp gescheitert, 1997 gegen die Lions 23:26, 1993 gegen die Munich Cowboys mit 36:42 n. V. oder 1991 gegen die Berlin Adler 20:21.
In einem munteren Schlagabtausch nahmen die Crocodiles, nach dem 14:17 Anschluss der Lions im dritten Quarter das Heft in die Hand. Mit acht Spielzügen überbrückten sie in knapp vier Minuten 86 Meter und erhöhten auf 24:14. Nach nur sechs Versuchen mussten die Lions erneut den Kölnern das Angriffsrecht überlassen und diesmal wurden 68 Meter mit sechs Spielzügen überbrückt, zum Touchdown im vierten Quarter und dem Spielstand von 31:14. Den Lions verblieben nun nur noch knapp 10 Minuten, um das Ergebnis zu korrigieren. Dies gelang beinahe, nur knapp 45 Sekunden benötigten die Lions um auf 21:31 zu verkürzen. Dann nahmen die Crocodiles sieben Minuten von der Uhr, scheiterten aber mit ihrem Field Goal. Die Lions überbrückten daraufhin 80 Meter in einer Minute und erzielten den 29:31-Anschluss. Doch der von Pascal Ritzheim eroberte Onside-Kick zugunsten der Crocodiles stellte 45 Sekunden vor Spielende das Endergebnis für die Kölner sicher.

#### Scoreboard
| German Bowl XXII – Braunschweig | German Bowl XXII – Braunschweig | German Bowl XXII – Braunschweig | German Bowl XXII – Braunschweig                         | German Bowl XXII – Braunschweig                         | German Bowl XXII – Braunschweig                         | German Bowl XXII – Braunschweig                         |
| ------------------------------- | ------------------------------- | ------------------------------- | ------------------------------------------------------- | ------------------------------------------------------- | ------------------------------------------------------- | ------------------------------------------------------- |
| Team                            | Team                            | Punkte                          | Q1                                                      | Q2                                                      | Q3                                                      | Q4                                                      |
| Cologne Crocodiles              | Cologne Crocodiles              | 31                              | 7                                                       | 7                                                       | 10                                                      | 7                                                       |
| Braunschweig Lions              | Braunschweig Lions              | 29                              | 0                                                       | 7                                                       | 7                                                       | 15                                                      |
| Cologne                         | Braunschweig                    | Spieler                         | Spielzug                                                | Spielzug                                                | Spielzug                                                | Spielzug                                                |
| 7                               | 0                               | Calvin Arrington                | 4 Yard Lauf (PAT Alexander Strang)                      | 4 Yard Lauf (PAT Alexander Strang)                      | 4 Yard Lauf (PAT Alexander Strang)                      | 4 Yard Lauf (PAT Alexander Strang)                      |
| 7                               | 7                               | Matt Riazzi                     | 4 Yard Lauf (PAT Steffen Dölger)                        | 4 Yard Lauf (PAT Steffen Dölger)                        | 4 Yard Lauf (PAT Steffen Dölger)                        | 4 Yard Lauf (PAT Steffen Dölger)                        |
| 14                              | 7                               | Michael Davis                   | 1 Yard Lauf (PAT Alexander Strang)                      | 1 Yard Lauf (PAT Alexander Strang)                      | 1 Yard Lauf (PAT Alexander Strang)                      | 1 Yard Lauf (PAT Alexander Strang)                      |
| 17                              | 7                               | Alexander Strang                | 35 Yard Field Goal                                      | 35 Yard Field Goal                                      | 35 Yard Field Goal                                      | 35 Yard Field Goal                                      |
| 17                              | 14                              | Estrus Crayton                  | 7 Yard Lauf (PAT Steffen Dölger)                        | 7 Yard Lauf (PAT Steffen Dölger)                        | 7 Yard Lauf (PAT Steffen Dölger)                        | 7 Yard Lauf (PAT Steffen Dölger)                        |
| 24                              | 14                              | Michael Davis                   | 5 Yard Lauf (PAT Alexander Strang)                      | 5 Yard Lauf (PAT Alexander Strang)                      | 5 Yard Lauf (PAT Alexander Strang)                      | 5 Yard Lauf (PAT Alexander Strang)                      |
| 31                              | 14                              | David Drane                     | 9 Yard Pass von Michael Davis (PAT Alexander Strang)    | 9 Yard Pass von Michael Davis (PAT Alexander Strang)    | 9 Yard Pass von Michael Davis (PAT Alexander Strang)    | 9 Yard Pass von Michael Davis (PAT Alexander Strang)    |
| 31                              | 21                              | Matt Riazzi                     | 8 Yard Lauf (PAT Steffen Dölger)                        | 8 Yard Lauf (PAT Steffen Dölger)                        | 8 Yard Lauf (PAT Steffen Dölger)                        | 8 Yard Lauf (PAT Steffen Dölger)                        |
| 31                              | 29                              | Jörg Heckenbach                 | 53 Yard Pass von Adrian Rainbow (Conv. Jörg Heckenbach) | 53 Yard Pass von Adrian Rainbow (Conv. Jörg Heckenbach) | 53 Yard Pass von Adrian Rainbow (Conv. Jörg Heckenbach) | 53 Yard Pass von Adrian Rainbow (Conv. Jörg Heckenbach) |